# Вашингтонский национальный аэропорт имени Рональда Рейгана
Вашингтонский национальный аэропорт имени Рональда Рейгана (ИАТА: DCA, ИКАО: KDCA, FAA LID: DCA) — аэропорт в Арлингтоне, штат Вирджиния, расположенный рядом с границей Вашингтона, округ Колумбия. Является меньшим из двух коммерческих аэропортов, обслуживающих столичный регион США (более крупный аэропорт — международный аэропорт имени Даллеса, расположенный примерно в 48 км к западу от столицы в округах Фэрфакс и Лоудон в Вирджинии). Аэропорт имени Рональда Рейгана находится всего в 8 км от центра Вашингтона, что делает его ближайшим и наиболее удобным коммерческим аэропортом в столице.
Первоначальное название аэропорта — Вашингтонский национальный аэропорт. Конгресс принял решение о переименовании его в честь президента Рональда Рейгана в 1998 году.
Полёты в и из аэропорта, как правило, не могут превышать 2000 километров в любом направлении без пересадок, такие ограничения поставлены для того чтобы отвести воздушный трафик в более крупный, но более отдалённый международный аэропорт имени Вашингтона Даллеса, однако в этом правиле есть ряд исключений. От самолётов требуется идти по сложным воздушным путям, чтобы избежать ограниченного и запрещённого воздушного пространства над правительственными зданиями и военными объектами в Вашингтоне и его окрестностях и соблюдать одни из самых жёстких шумовых ограничений в США.
Небольшой размер аэропорта налагает серьёзные ограничения на его пропускную способность, аэропорт в настоящее время обслуживает 98 прямых направлений. Аэропорт является хабом для авиакомпании American Airlines.
В аэропорту нет никаких иммиграционных и таможенных служб США так как единственные регулярные международные рейсы, разрешённые для приземления в аэропорту, выполняются из тех аэропортов, в которых имеются предварительные пункты досмотра погранично-таможенной службы США. Как правило это рейсы из крупных аэропортов Канады и из некоторых стран Карибского бассейна. Другие международные пассажирские рейсы в Вашингтон, должны использовать международный аэропорт имени Даллеса или аэропорт Балтимор-Вашингтон. В настоящее время из аэропорта осуществляется пять международных рейсов, которые связывают города Канады, Багамских островов и Бермудских островов.
В 2018 году аэропорт обслужил 23,5 млн пассажиров, в 2019 году — 23 945 527 пассажиров (на 1,8 % больше по сравнению с 2018 годом), в 2020 году — 7 574 966 пассажиров.

## История

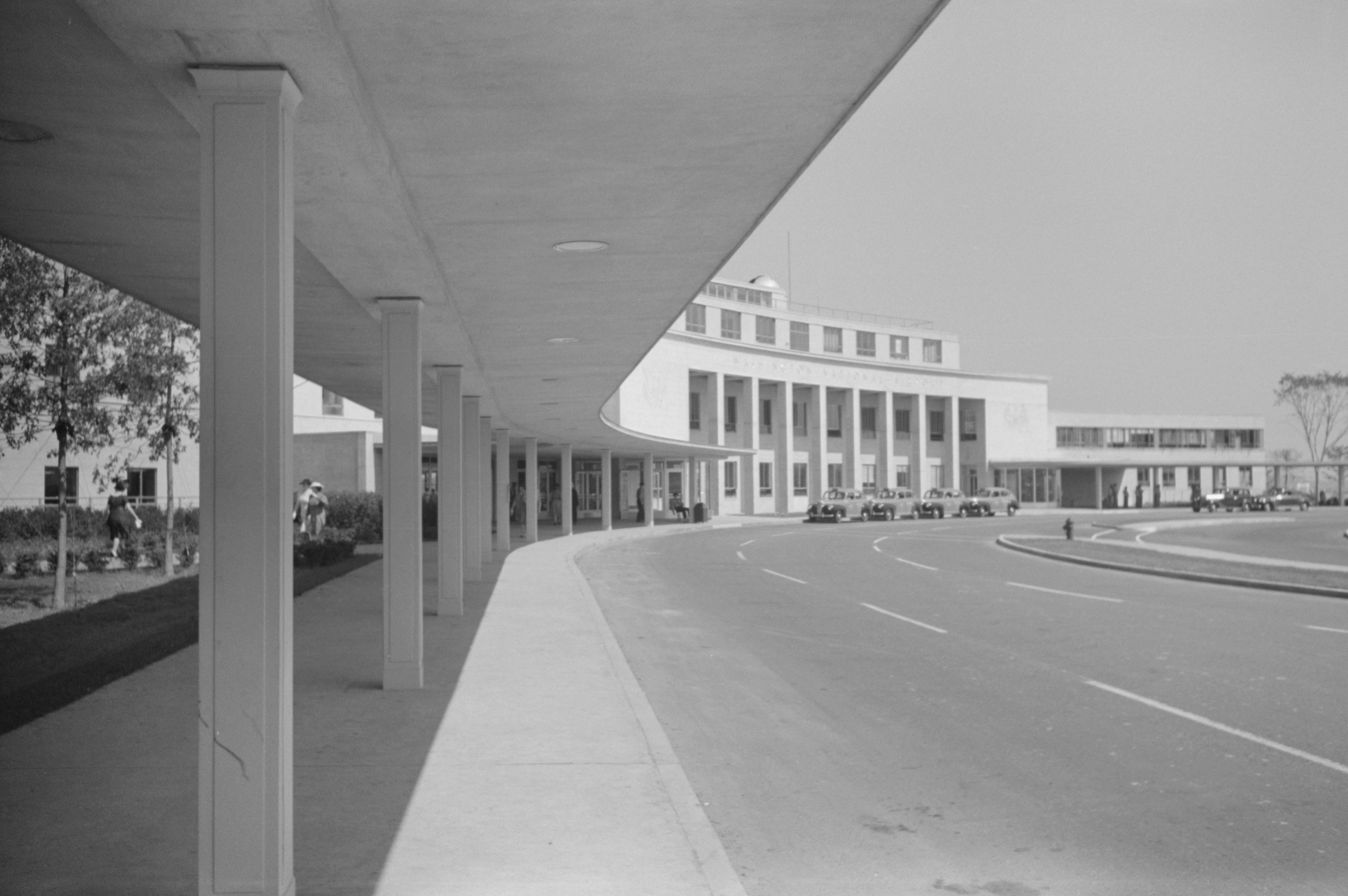
Здание терминала в июле 1941 года, вскоре после его открытия. Фотография Джека Делано

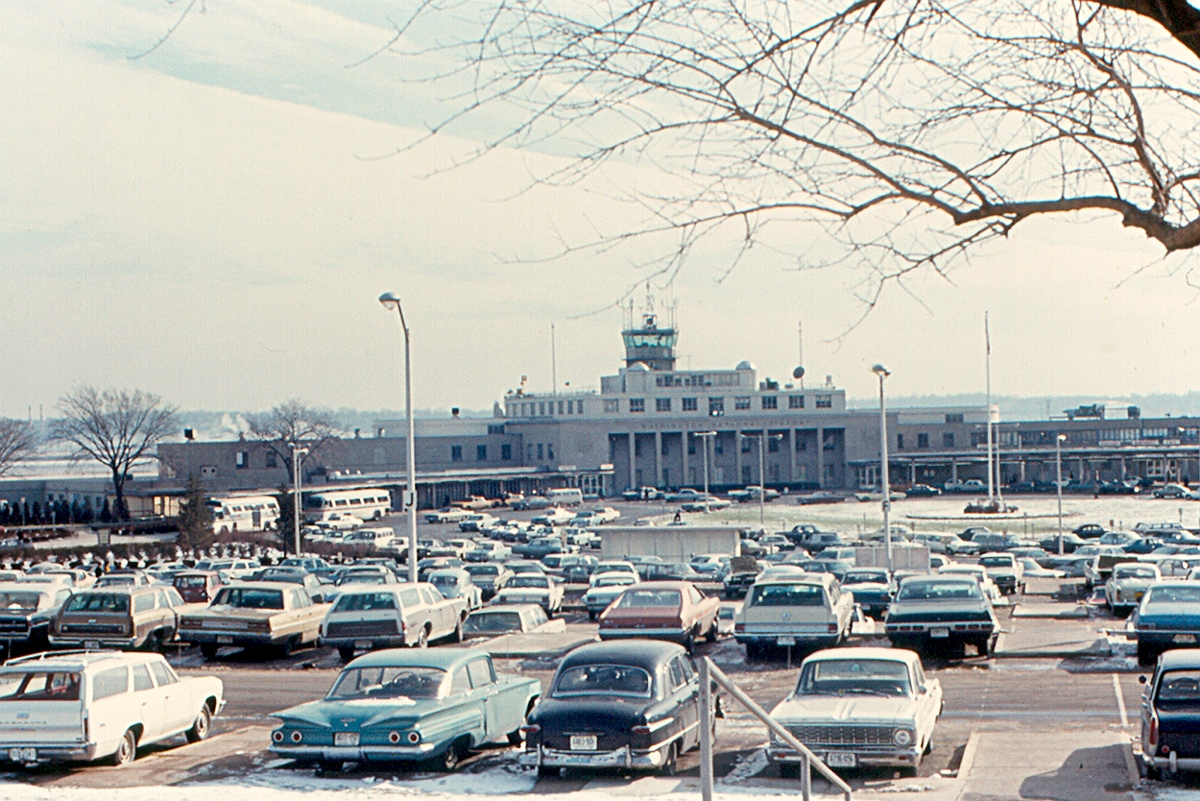
Аэропорт в 1970 году

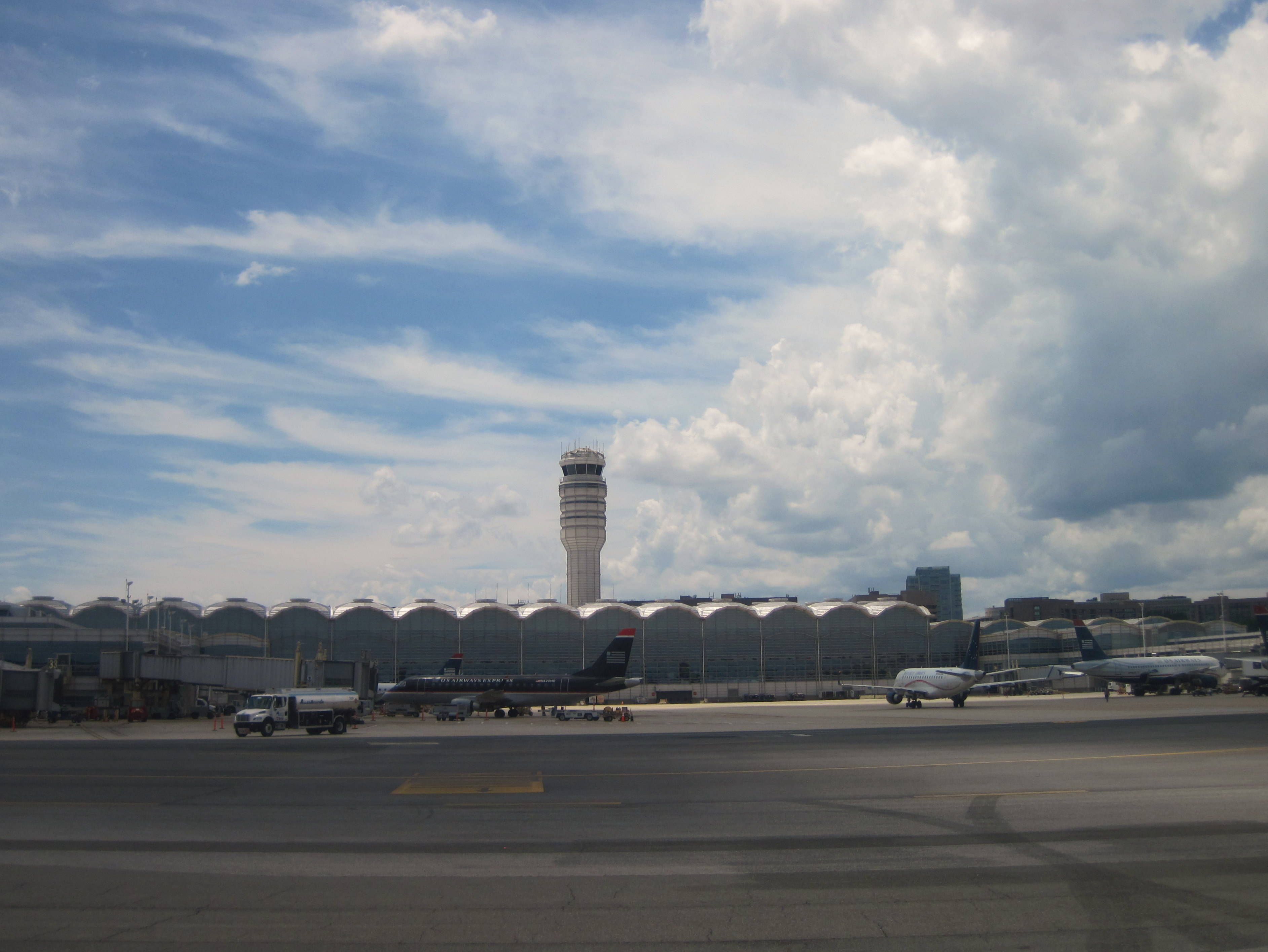
Диспетчерская вышка и новый терминал C

Первый аэропорт в районе Вашингтона с крупным терминалом был Hoover Field, который был открыт 1926 году. Однако расположенная недалеко от нынешней площадки Пентагона, единственная взлётно-посадочная полоса была пересечена улицей; охранникам приходилось останавливать автомобильное движение во время взлётов и посадок. В следующем году недалеко от Hoover Field был открыт ещё один частный аэропорт. В 1930 году депрессия привела к объединению двух аэропортов в аэропорт Вашингтон-Гувер. Однако взлётно-посадочная полоса нового аэропорта была очень не удобной и имела ряд ограничений из-за высоковольтных проводов по соседству и находившейся рядом с аэропортом свалкой.
Хотя необходимость в улучшении аэропорта была признана в большом количестве исследовательских работ, проведённых в период с 1926 по 1938 годы, в США был установлен законодательный запрет на федеральное развитие аэропортов. Когда Конгресс снял запрет в 1938 году, президент Франклин Д. Рузвельт выделил 15 млн долларов на строительство Национального аэропорта. Строительство Вашингтонского национального аэропорта началось в 1940—1941 годах компанией, возглавляемой Джоном Макшейном. Конгресс оспорил законность ассигнований на строительство, но несмотря на это строительство нового аэропорта продолжалось.
Строительство нового аэропорта велось к юго-западу от Вашингтона частично на территории округа и частично на территории штата Вирджиния.
Аэропорт открылся 16 июня 1941 года, незадолго до вступления США во Вторую мировую войну. Публику развлекали демонстрации военной техники, в том числе захваченного японского военного трофея самолёта Zero, украшенного цветами ВМС США. В 1945 году Конгресс принял закон, который установил, что аэропорт находится на законных основаниях в штате Вирджиния (в основном для регулирования налогообложения продаж спиртных напитков), но под юрисдикцией федерального правительства. 1 июля того же года метеостанция аэропорта стала официальной точкой для наблюдений за погодой в округе Колумбия и Национальной метеорологической службы, расположенной в Вашингтоне, округ Колумбия.
В апреле 1957 года в Официальном справочнике авиакомпаний показано 316 рейсов в будние дни: 95 Eastern Air Lines (плюс шесть в неделю в / из Южной Америки), 77 American Airlines, 61 Capital Airlines, 23 National Airlines, 17 Trans World Airlines, 10 United Airlines, 10 Delta Air Lines, 6 Allegheny Airlines, 6 Braniff International Airways, 5 Piedmont Airlines, 3 Northeast Airlines и 3 Northwest Airlines. Реактивные полёты начались в апреле 1966 года. К 1974 году основными перевозчиками аэропорта были Eastern Air Lines (20 пунктов назначения), United Airlines (14 пунктов назначения после поглощения Capital Airlines) и Allegheny Airlines (11 пунктов назначения).
Станция метро у аэропорта была открыта в 1977 году.
Терминал Национального аэропорта Вашингтона и Южная Ангарная Линия были включены в Национальный реестр исторических мест в 1997 году.

### Переименование
В 1998 году президент Билл Клинтон подписал закон об изменении названия аэропорта с Вашингтонского национального аэропорта на Вашингтонский национальный аэропорт Рональда Рейгана в честь 87-летия бывшего президента США. Законопроект был разработан и принят вопреки желанию должностных лиц управляющей аэропортом компании MWAA и политических лидеров в Северной Вирджинии и Вашингтона. Голосование в сенате за переименование завершилось с результатом 76 голосов «за», и 22 голоса «против». Противники переименования утверждали, что в честь Рональда Рейгана уже названо одно из правительственных зданий в Вашингтоне, также противников смущал тот факт что один из аэропортов США уже носит имя бывшего президента страны Джорджа Вашингтона.

## Ограничения
Национальный аэропорт Рейгана подпадает под федеральное ограничение по периметру, ограничение введено с целью сохранить его как «ближнемагистральный» аэропорт и перенаправить большую часть «дальнемагистральных» воздушных перевозок в международный аэропорт Даллеса. Это правило было введено в 1966 году и первоначально ограничивало беспосадочное обслуживание рейсов с продолжительностью маршрута свыше 1050 км. Конгресс расширил это ограничение в 1980-х годах до 1600 км, а затем снова до 2010 км. Конгресс и Министерство транспорта Соединенных Штатов однако создали множество исключений, которые в некоторой степени ослабили это правило.
Аэропорт имеет одни из самых строгих ограничений по уровню шума в США. Кроме того, по соображениям безопасности, на территориях, прилегающих к Национальному торговому центру и военно-морской обсерватории США в центре Вашингтона, располагается бесполетная зона площадью 5 500 метров. В связи с этими ограничениями пилоты, приближающиеся к аэропорту с севера, как правило, обязаны следовать на посадку по руслу реки Потомак и поворачивать к аэропорту непосредственно перед посадкой. Аналогичные трудности возникают и при взлетах самолетов летящих на север.

## Наземный транспорт
Станция Вашингтонского Национального Аэропорта имени Рональда Рейгана вашингтонского Метрополитена, обслуживающая жёлтую и синюю линии, расположена на приподнятой открытой платформе, прилегающей к Терминалам B и C. Две надземные пешеходные дорожки соединяют станцию непосредственно с уровнями залов Терминалов B и C. Подземный пешеходный переход и трансфер обеспечивают доступ к терминалу А.
Metrobus предоставляет услуги перевозки по утрам в выходные дни перед открытием станции метро или при любых перебоях с регулярным обслуживанием метро.
Из центра города к аэропорту можно добраться на машине по широкому шоссе.

## Статистика

### Основные направления
| Ранг | Аэропорт                           | Пассажиры | Авиакомпания                        |
| ---- | ---------------------------------- | --------- | ----------------------------------- |
| 1    | Атланта, Джорджия                  | 855000    | American, Delta, Southwest          |
| 2    | Чикаго, О’Хара, Иллинойс           | 779000    | American, United                    |
| 3    | Бостон, Массачусетс                | 771000    | American, Delta, JetBlue            |
| 4    | Орландо, Флорида                   | 452000    | American, Delta, JetBlue, Southwest |
| 5    | Даллас / Форт Уорт, Техас          | 452000    | American                            |
| 6    | Майами, Флорида                    | 452000    | American                            |
| 7    | Шарлотта, Северная Каролина        | 356000    | American                            |
| 8    | Миннеаполис / Сент. Пол, Миннесота | 305000    | American, Delta                     |
| 9    | Детройт, Мичиган                   | 303000    | American, Delta                     |
| 10   | Нью-Йорк-Ла Гуардия, Нью-Йорк      | 296000    | American, Delta                     |

### Доля рынка авиакомпаний
| Ранг | авиакомпания       | Пассажиры | Рыночная доля |
| ---- | ------------------ | --------- | ------------- |
| 1    | American Airlines  | 5595000   | 24,87 %       |
| 2    | Southwest Airlines | 3473000   | 15,44 %       |
| 3    | Delta Air Lines    | 2552000   | 11,35 %       |
| 4    | JetBlue Airways    | 1789000   | 7,95 %        |
| 5    | United Airlines    | 1134000   | 5,04 %        |

### Годовой трафик
| Год  | Пассажиры | Год  | Пассажиры | Год  | Пассажиры |
| ---- | --------- | ---- | --------- | ---- | --------- |
| 2020 | 7574966   | 2010 | 18118713  | 2000 | 15888199  |
| 2019 | 23945527  | 2009 | 17577359  | 1999 | 15185348  |
| 2018 | 23464618  | 2008 | 18028287  | 1998 | 15970306  |
| 2017 | 23903248  | 2007 | 18679343  | 1997 | 15907006  |
| 2016 | 23595006  | 2006 | 18550785  | 1996 | 15226500  |
| 2015 | 23039429  | 2005 | 17847884  | 1995 | 15506244  |
| 2014 | 20810387  | 2004 | 15944542  | 1994 | 15700825  |
| 2013 | 20415085  | 2003 | 14223123  | 1993 | 16307808  |
| 2012 | 19655440  | 2002 | 12881601  | 1992 | 15593535  |
| 2011 | 18823094  | 2001 | 13265387  | 1991 | 15098697  |

## Аварии и происшествия

### Page Airways
27 апреля 1945 года самолёт Lodestar (рейс неизвестен), летевший в Нью-Йорк (аэропорт неизвестен), упал в глубокий ров в конце взлётно-посадочной полосы при неудачной попытке взлёта из-за отказа двигателя. Из 13 пассажиров и членов экипажа на борту 6 пассажиров погибли.

### Eastern Air Lines Рейс 537
1 ноября 1949 года в результате столкновения в воздухе двух пассажирских самолётов, один из которых принадлежал авиакомпании Eastern Air Lines и военным самолётом P-38 Lightning погибли 55 пассажиров. Единственным выжившим был пилот истребителя Эрик Риос Бриду.
Военный самолёт вылетел из аэропорта за 10 минут до столкновения и во время короткого испытательного полёта находился в контакте с башней аэропорта. Самолёт Eastern Air Lines DC-4 приближался с юга, когда более манёвренный и гораздо более быстрый P-38 накренился и врезался в пассажирский самолёт. Оба самолёта упали в реку Потомак.

### Capital Airlines Рейс 500
12 декабря 1949 года рейс 500 авиакомпании Capital Airlines, выполняемый самолётом Douglas DC-3, при посадке упал в реку Потомак. Шесть из 23 пассажиров и членов экипажа на борту погибли.

### Air Florida Рейс 90
13 января 1982 года авиалайнер Boeing 737-222 авиакомпании Air Florida выполнял регулярный рейс AF90 (позывной — Palm 90) по маршруту Вашингтон—Тампа—Форт-Лодердейл, но из-за сильного снегопада был задержан с вылетом на 1 час 45 минут, а через 22 секунды после взлёта внезапно перешёл в сваливание и, потеряв высоту, врезался в загруженный автомобилями пролёт моста Рошамбо (мост 14-й улицы), проходящего через реку Потомак и соединявшего Вашингтон с Арлингтоном, после чего провалился под лёд реки и ушёл под воду. В катастрофе погибли 78 человек — 74 человека в самолёте (4 члена экипажа и 70 пассажиров) и 4 человека на мосту; ещё 9 человек получили ранения — 5 человек в самолёте (1 член экипажа и 4 пассажира) и 4 на мосту.

### Столкновение CRJ700 и UH-60 над Вашингтоном
Столкновение бортов CRJ700 и UH-60 произошло 29 января 2025 года, когда в небе над Вашингтоном столкнулись пассажирский самолёт Bombardier CRJ700 авиакомпании PSA Airlines (торговая марка American Eagle), выполнявший заход на ВПП 33 аэропорта Рональда Рейгана, и военный вертолёт Sikorsky UH-60 Black Hawk погибло более 60 человек.